# Škripavac
Škripavac (Hrvatska) je autohtoni punomasni meki sir koji se proizvodi u domaćinstvima Like i Korduna. 

## Opis
Proizvodi se od toplinski neobrađenog mlijeka, proizvedenog u vrlo ekstenzivnim uvjetima hranidbe, što mlijeku daje visok udio masti (4,23%) i niski udio proteina (3,18%). Sir pripada skupini punomasnih mekih sireva s najmanje 50% masti u suhoj tvari sira, prosječne težine 1200 g, mliječne boje, karakteristično gumaste čvrstoće zbog koje škripi tijekom konzumacije. Sir je neizražene slanosti s prosječno manje od 1% soli u siru. 
Za proizvodnju sira rabi se svježe pomuženo i procijeđeno mlijeko, koje se obično siri neposredno poslije mužnje ili kraćeg zrenja mlijeka na sobnoj temperaturi.